# Omar Sosa
Omar Sosa (10 de abril de 1965) es un compositor, percusionista, productor y pianista de jazz de origen cubano. Suele interpretar en diversas formaciones y agrupaciones, además de integrar música afrocaribeña en sus piezas.

## Biografía
Nativo de Camagüey, Cuba. A los 8 años comenzó a estudiar percusiones en el conservatorio. Sosa estudió percusión en la Escuela Nacional de Música y el Instituto Superior de Arte. En la década de 1980 fundó la banda Tributo, grabando álbumes y haciendo giras con la banda. Trabajó con la vocalista cubana Xiomara Laugart y varias bandas de jazz latino. En la década de 1990 se mudó de Cuba a Quito, Ecuador; después a Menorca, España; luego al área de la Bahía de San Francisco, en California, Estados Unidos; y más tarde se instaló en Barcelona, España.
Mientras estaba en California, Sosa lanzó sus primeros álbumes bajo su propio nombre. Ha sido nominado a los Premios Grammy en cuatro por sus álbumes, tres en la categoría Latin Jazz, hasta 2020. En enero de 2011, Sosa y NDR Bigband (Bigband de radio del norte de Alemania) ganaron el décimo Premio de la Música Independiente (IMA) en la categoría de Álbum de Jazz por Ceremony. También ha colaborado con Paolo Fresu, Seckou Keita, Adam Rudolph y muchos otros músicos.
Sosa ha lanzado la mayoría de sus grabaciones en su propio sello Otá.

## Discografía
- Solo Piano, lanzado originalmente como Omar Omar (Otá, 1996)
- Nfumbe: For the Unseen, con John Santos (Otá/ PriceClub, 1997)[8]
- Free Roots (Otá, 1997)
- Inside (Otá, 1998)
- Spirit of the Roots (Otá, 1999)
- Bembon (Otá, 2000)
- Prietos (Otá, 2000)
- Sentir (Otá, 2002)
- Ayaguna, con Gustavo Ovalles (Otá, 2003)
- A New Life (Otá, 2003)
- Pictures of Soul, con Adam Rudolph (Otá/Meta Records, 2004)
- Aleatoric Efx (Otá, 2004)
- Mulatos (Ota, 2004)
- Mulatos Remix (Otá, 2005)
- Live à FIP (Otá, 2006)
- Promise, con Paolo Fresu (Otá/ Skip[de], 2007)
- DO: A Day Off, con Greg Landau (Otá, 2007)
- Afreecanos (Otá, 2008)
- Tales from the Earth A Tale of Rhythm and Ancestry, con Mark Weinstein (Otá, 2009)
- Across the Divide (Half Note Records, 2009)
- Simb, con Adam Rudolph (Otá/Meta Records, 2009)
- Ceremony, con NDR Bigband (Otá, 2010)
- Calma (Otá, 2011)
- Alma, con Paolo Fresu (Otá, 2012)
- Eggun: The Afri-Lectric Experience (Otá, 2013)
- Sentidos (Otá, 2014)
- ile (Ota, 2015)
- Jog, con de:Joo Kraus y Gustavo Ovalles (Otá, 2016)
- Eros, con Paolo Fresu (2016)
- Es:Sensual, con NDR Big Band (Skip/Otá, 2017/2018)
- Transparent Water, con Seckou Keita (Otá, 2017)
- Aguas, con Yilian Cañizares (Otá, 2018)
- An East African Journey (Otá, 2021)
- SUBA, con Sekou Keita (Otá, 2021)